# Michelle Poncet
Michelle Poncet, aussi appelée la « Destouches-Lobreau », est comédienne, directrice, programmatrice et cheffe de troupe de théâtre de l'Opéra de Lyon au XVIIIe siècle pendant le siècle des Lumières.

## Carrière

### Ses débuts
Michelle Poncet débute en tant qu'actrice comme ses parents, sous le nom de scène de la « Destouches-Lobreau », puis devient dirigeante de troupe. Bien que réduite à la figure de « muse » par les historiens locaux des années 1980, son image et celle de ses sœurs Angélique et Marie s'éloigne considérablement de celle de la comédienne courtisane.

### Le clan des sœurs Poncet
Les sœurs Poncet, toutes trois directrices de théâtre, font carrière tout d'abord à Paris, puis également à Bordeaux, Marseille, Toulouse et Grenoble, avant d'arriver à Lyon. Tenant des troupes itinérantes, elles suivent les foires et rythment la vie économique et culturelle des grandes villes.
Les foires ferment et l'Opéra-comique est interdit de 1745 à 1752, ce qui incite le clan à saisir cette « opportunité de célébrité » dans un « mouvement de déconcentration des artistes et des spectacles ». Angélique Destouches devient directrice de l'Opéra de Bordeaux de 1748 à 1752, Michelle de l'Opéra de Lyon de 1752 à 1780 et Marie de 1782 à 1785.

### Directrice de l'Opéra de Lyon
Ses expériences, son indépendance financière vis à vis de son mari, rare sous l'Ancien Régime, et son dynamisme d'entrepreneuse lui permettent d'être recrutée par Jean Lobreau l'unique directrice de théâtre de l'Académie royal de musique (actuel Opéra de Lyon) dans la « deuxième ville du royaume ». Elle succède à Madeleine Eucher en place depuis 1722 et est suivie de sa sœur Marie Poncet-Dunan à partir de 1782.
Elle accède ainsi aux fonctions prestigieuses de directrice de théâtre de l'Académie royale de musique de Lyon, la « deuxième ville du royaume » en 1752 et y reste 25 ans jusqu'en 1780. Elle est précédée de Madeleine Eucher en place depuis 1722 et est suivie de sa sœur Marie Dunan à partir de 1784.
Elle participe au rayonnement culturelle de Lyon avec son habileté politique et artistique. D'une part en guidant la construction du Grand-Théâtre de Soufflot entre 13 et 1756. D'autre part, en s'adaptant à l'évolution des goûts du public et en insufflant une nouvelle dynamique de programmation de l'art lyrique à partir des années 1760. Sans renoncer à la diversité de son répertoire des tragédies de Jean-Baptiste Lully aux ballets de Jean-Philippe Rameau en passant par l'opéra bouffon, elle fait une place à l'émergence du genre de l'opéra comique, dont elle participe à l'institutionnalisation. La mutation va jusqu'à la disparition de l'ancienne appellation d'Académie royale de musique de Lyon.
Sa rigueur financière lui permet également de se remettre des scandales visant à la déstabiliser.

### La chute
La réforme locale des finances aurait poussé sa disgrâce auprès du ministre Turgot et à sa démission.
Elle est par ailleurs prise dans « l'affaire Sordot », favorisation l'attribution du privilège lyonnais à un autre jusqu'à ce qu'elle fasse opposition et dépose plainte pour obtenir gain de cause auprès du Conseil royal.